# Фернанду Гарсія-Ареналь Родрігес
Фернанду Гарсія-Ареналь Родрігес (ісп. Fernando García-Arenal Rodríguez) — професор патології рослин Мадридського політехнічного університету.

## Біографія
Фернанду Гарсія-Ареналь Родрігес народився в Мадриді в 1952 році. Він став агроінженером та здобув ступінь доктора філософії з сільськогосподарських наук у Мадридському політехнічному університеті (МПУ). У 1978 році його найняли асоційованим професором у МПУ, а у 1983 році він став професором. Як професор, він влаштувався на кафедру біотехнології. Його дослідницька, а також викладацька діяльність була зосереджена у галузі патології рослин та вірусології рослин. Він був заступником директора з наукової діяльності у Школі сільськогосподарської інженерії МПУ (1992-1997), завідувачем кафедри біотехнології (2004-2007) і зараз є директором Центру біотехнології та геноміки рослин МПУ - Національного інституту сільськогосподарських і харчових досліджень і технологій (ЦБГР).
Він був запрошеним лектором кафедри патології рослин Корнелльського університету (1981-1983), а також запрошеним професором кафедри екології, поведінки та еволюції Університету Каліфорнії (2001).
Його основними науковими інтересами є розуміння процесів, які визначають генетичні варіації, структуру та динаміку популяцій вірусів рослин, а також еволюцію взаємодій рослини та вірусу. Він опублікував понад 120 наукових праць у відомих міжнародних журналах у галузі патології рослин, вірусології та науки про рослини. Він був або є членом редакційної колегії низки наукових журналів, включно з Virology, Journal of General Virology, Journal of Virology та Molecular Plan-Microbe Interactions.